# Autonomistas por Europa
Autonomistas por Europa (Autonomisti per l'Europa) (ApE) es un partido político italiano de ideología regionalista, democristana y liberal.
Fue fundado en el 2000 como una escisión de la Liga Norte Piamonte; sus miembros principales fueron Vito Gnutti y Domenico Comino, ambos exministros de la Liga Norte en el gobierno de Silvio Berlusconi.
El partido pretendió en origen convertirse en una federación de pequeños partidos regionales con el ejemplo de la Liga Norte. Estaba compuesto principalmente por miembros moderados de la Liga Norte que querían unir sus fuerzas a Forza Italia de Silvio Berlusconi en un momento en que la Liga parecía acercarse más al centro-izquierda.
Inicialmente, el partido contó con cinco diputados y seis senadores. Cuando la Liga Norte se alió con Forza Italia y otros partidos del centro-derecha en la Casa de las Libertades, ApE perdió realmente su razón de ser, encontrándose prácticamente disuelto; así, la mayoría de sus miembros se unieron a Unión de los Demócratas Cristianos y de Centro (UDC). Lo que quedó del partido participó en las elecciones apoyando a otras listas, por ejemplo a Italia de los Valores de Milán. Al nivel nacional el partido apoyó a La Unión, la coalición de centro-izquierda liderado por Romano Prodi.
- Datos: Q3630687